# Mesochorus larentiae
Mesochorus larentiae är en stekelart som beskrevs av Schwenke 1999. Mesochorus larentiae ingår i släktet Mesochorus och familjen brokparasitsteklar. Inga underarter finns listade i Catalogue of Life.